# Линде
Линде (на якутски: Линдэ) е река в Азиатската част на Русия, Източен Сибир, Република Якутия (Саха), ляв приток на Лена. Дължината ѝ е 804 km, която ѝ отрежда 66-о място по дължина сред реките на Русия.
Река Линде води началото си от най-източната част на Средносибирското плато, на 309 m н.в., в централната част на Република Якутия (Саха). Горното течение на реката преминава по източните части на Средносибирското плато, а долното – по северната част на Централноякутската равнина. В горното течение има прагове и бързеи, а в долното – множество меандри, старици и малки езера, а в долината блата. Ширината на руслото се изменя от 60 m в средното течение до 100 m в долното. Влива се отляво в река Лена, при нейния 985 km, на 25 m н.в., на 41 km югоизточно от село Бестях, Република Якутия (Саха)
Водосборният басейн на Линде има площ от 20 хил. km2, което представлява 0,8% от водосборния басейн на река Лена и се простира в централна част на Република Якутия (Саха).
Границите на водосборния басейн на реката са следните:
- на север, североизток и юг – водосборните басейни на реките Муна, Кюлянгке, Хоруонгка, Баханай и Тимпиликан, леви притоци на Лена;
- на югозапад и запад – водосборния басейн на река Тюнг, ляв приток на Вилюй.

Река Линде получава множество притоци с дължина над 10 km, като 3 от тях са с дължина над 100 km:
- 684 → Себирдях 148 / 1510
- 578 → Серки 209 / 2210
- 69 → Делинде 200 / 2060

Подхранването на реката е основно снежно. Пълноводието ѝ е през месец юни, а през лятото в резултат на поройни дъждове са наблюдават епизодични прииждания. Среден многогодишен отток в устието 100 m3/s, което като обем се равнява на 3,156 km3/год. Линде замръзва в началото на октомври, а се размразява през втората половина на май. В горното течение замръзва до дъно.
По течението на реката няма постоянни населени места.